# Limontitla, Puebla
Limontitla är en ort i Mexiko.   Den ligger i kommunen Quimixtlán och delstaten Puebla, i den sydöstra delen av landet, 220 km öster om huvudstaden Mexico City. Limontitla ligger 1 711 meter över havet och antalet invånare är 207.
Terrängen runt Limontitla är kuperad åt sydost, men åt nordväst är den bergig. Runt Limontitla är det ganska glesbefolkat, med 38 invånare per kvadratkilometer. Närmaste större samhälle är Huatusco de Chicuellar, 15,0 km sydost om Limontitla. I omgivningarna runt Limontitla växer i huvudsak städsegrön lövskog.